# Delmer Berg
Esley Daniel Berg, més conegut com a Delmer Berg o Del Berg, (Anaheim, 20 de desembre de 1915 – Columbia, 28 de febrer de 2016) fou un granger i activista polític estatunidenc, que s'integrà com a voluntari a la Brigada Abraham Lincoln durant la Guerra civil espanyola.

## Biografia
Nascut el 20 de desembre de 1915 a la localitat californiana d'Anaheim, s'entrenà breument amb la Guàrdia Nacional d'Oregon, abans d'anar a Espanya el 1937. Berg es va convertir en membre del Partit Comunista dels Estats Units d'Amèrica en un hospital espanyol, mentre es recuperava d'una ferida de metralla en el fetge. El 4 de febrer de 1939, dos mesos abans de la derrota republicana i el final de la guerra, va tornar a casa. Va servir a l'exèrcit dels Estats Units durant la Segona Guerra Mundial.
Berg, que es va criar en una granja, va treballar com a granger, paleta i jardiner, en els anys següents a la seva desmobilització. Va tenir dos fills, Ernst i Tomas, de dos matrimonis diferents. La seva esposa actual és Juno Berg.
A mitjans de la dècada de 1950 va testificar, com a representant del Comitè Organitzador de Treballadors Agrícoles, en una audiència a Washington DC sobre les condicions de treball en el camp. Va començar a servir com a organitzador sindical a la dècada de 1950 i, en una entrevista de 2007, va descriure els passos que va donar per descoratjar l'atenció dels agents de l'FBI.
Berg va esdevenir un oficial de la National Association for the Advancement of Colored People (NAACP), quan va ser elegit vicepresident de la branca del comtat de Stanislaus, al centre de Califòrnia. En una entrevista de 2007 a The Union Democrat, Berg anuncià el lliurament d'una petició al xèrif del comtat, exigint la seva renúncia per racista. Tenint més de noranta anys, va participar en la introducció de la Llei de protecció al pacient i cura de salut assequible impulsada pel president Barack Obama.
La decisió de Berg de viatjar com a voluntari a un país estranger per a lluitar contra el feixisme ha estat descrit com a símbol i font d'inspiració. L'any 2011 va ser entrevistat en un episodi de History Detectives, del canal PBS, per a proporcionar antecedents sobre l'experiència dels voluntaris estatunidencs, en un segment centrat al voltant de la Guerra civil espanyola. Morí el 28 de febrer de 2016, a l'edat de 100 anys, a Columbia, ciutat californiana on residí els seus darrers anys. Fins al moment de la seva darrera entrevista l'any 2015, seguí mostrant-se interessat i actiu en política.